# Franz von Krauss
Franz von Krauss (14. června 1865 Vídeň – 24. února 1942 Vídeň) byl rakouský architekt.

## Životopis

### Rodinný život
Franz von Krauss se narodil jako první dítě vídeňského právníka, policejního prezidenta a později také zemského prezidenta Bukoviny, Franze svobodného pána von Krauss a Berthy von Krauss (rozené von Thoren). Oženil se Marií von Lehnsheim (1893), se kterou měl dvě děti Ernsta (*1894) a Hedwigu (*1894). Zemřel ve Vídni a je pochován na hřbitově v Grinzingu.

### Vzdělání a akademická činnost
V letech 1882-1888 studoval na Vysoké škole technické ve Vídni u Karla Hassenauera a dále v letech 1888-1890 na vídeňské Akademii výtvarných umění v ateliéru Fiedricha von Schmidta.
Mezi roky 1911 – 1935 působil jako docent a později profesor na Akademii výtvarných umění ve Vídni a v letech 1913 – 1934 rovněž jako profesor na Technické univerzitě ve Vídni (dnes Technická univerzita Vídeň).

## Dílo
Po absolutoriu pracoval krátce (1889-90) v ateliéru Hellmer und Fellner (Hermann Helmer, Ferdinand Fellner ml.) a po roce 1894 se zcela osamostatnil. Spolu s Josefem Tölkem (1861-1927) založil architektonický ateliér (Atelier für Architectur Krauss und Tölk).
Jako žák Friedricha von Schmidta vycházel Krauss z pozdního historismu,zejména z neobaroka a neoklasicismu (Wichterleho palác v Prostějově), některá díla navrhoval v rané fázi secese a později byl hlavním představitelem vídeňské moderny, kde jako jeden z prvních prosazoval anglikanizující inovace v oblasti rodinného bydlení (Weissova vila v Jeseníku). Jeho stavby tohoto stylu byly oceňovány i ve Velké Británii.
Franz von Krauss a Josef Tölk byli velmi úspěšní. Jejich portfolio zahrnovalo obytné domy a vily v Rakousku a rakousko-uherské monarchii, veřejné stavby jako je Františkův most (Franzensbrücke) přes Dunajský kanál a divadla jako jsou Císařské jubilejní městské divadlo (nyní Volksoper Wien; ve spolupráci s architektem Alexandrem Grafem, 1898), vídeňské divadlo Kammerspiele či Měšťanské divadlo (Wiener Bürgertheater; zbořené v roce 1960). Lázeňský dům v Semmeringu (Kurhaus Semmering) byl také navržen těmito dvěma architekty. Ve 20. letech se také podíleli na městské bytové výstavbě ve Vídni a postavili městskou čtvrť Sandleitenhof.
Mezi jeho nejznámější práce na českém území jsou Weissova vila v Jeseníku, Wichterlova vila v Prostějově, Jägerova vila v Raspenavě, Vila Dr. Julia Perla v Novém Jičíně či Vila Primavesi v Olomouci.
Účastnil se také řady architektonických soutěží a ne všechny jeho návrhy byly realizovány. Například návrh Velkého divadla v Plzni (1896), kde ateliér získal za svůj návrh uznání, Městského divadla v Ostravě (1905; nyní Divadlo Antonína Dvořáka) či Městské divadlo v Ústí nad Labem (nyní Severočeské divadlo opery a baletu).

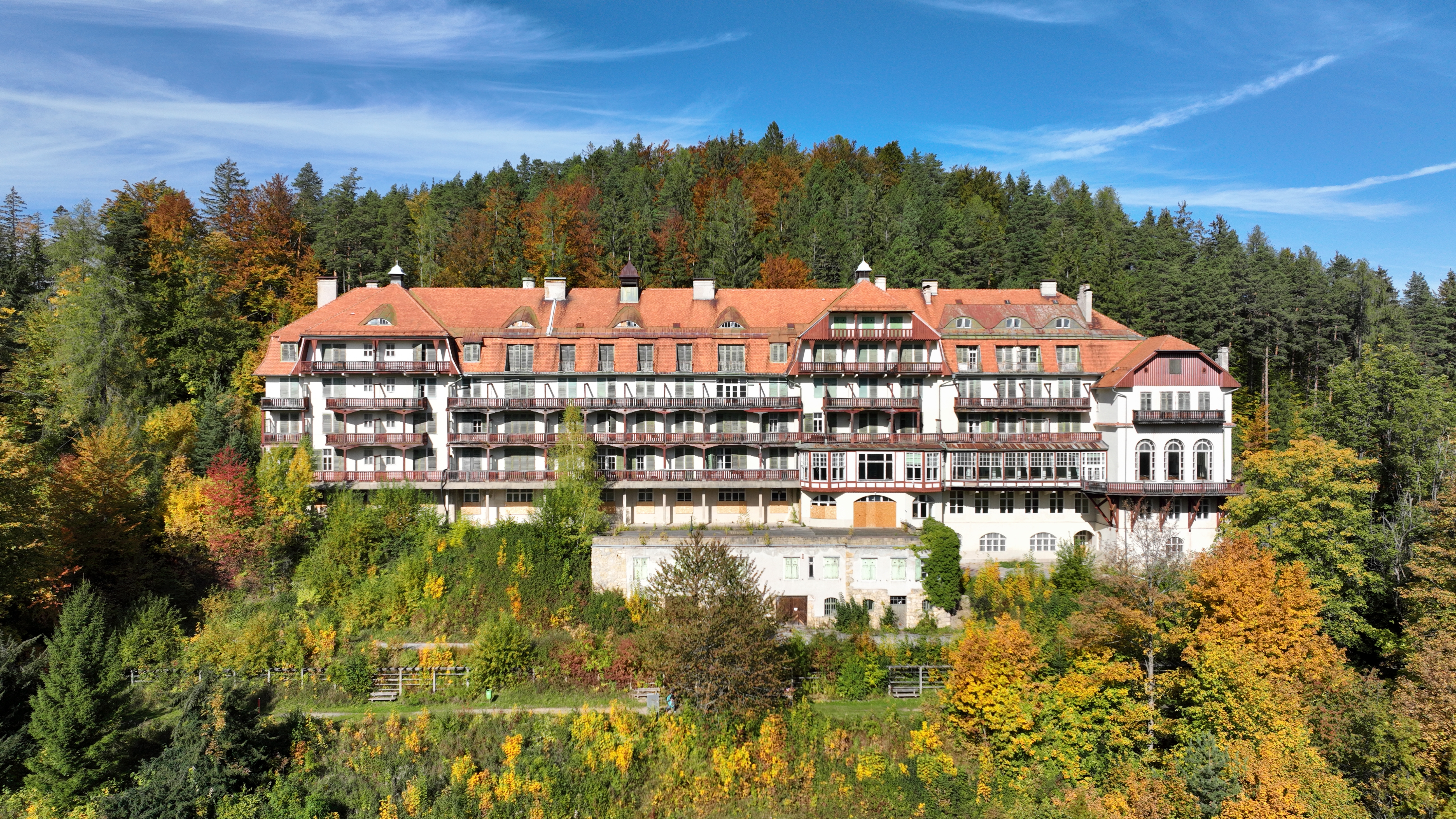
Lázeňský dům v Semmeringu
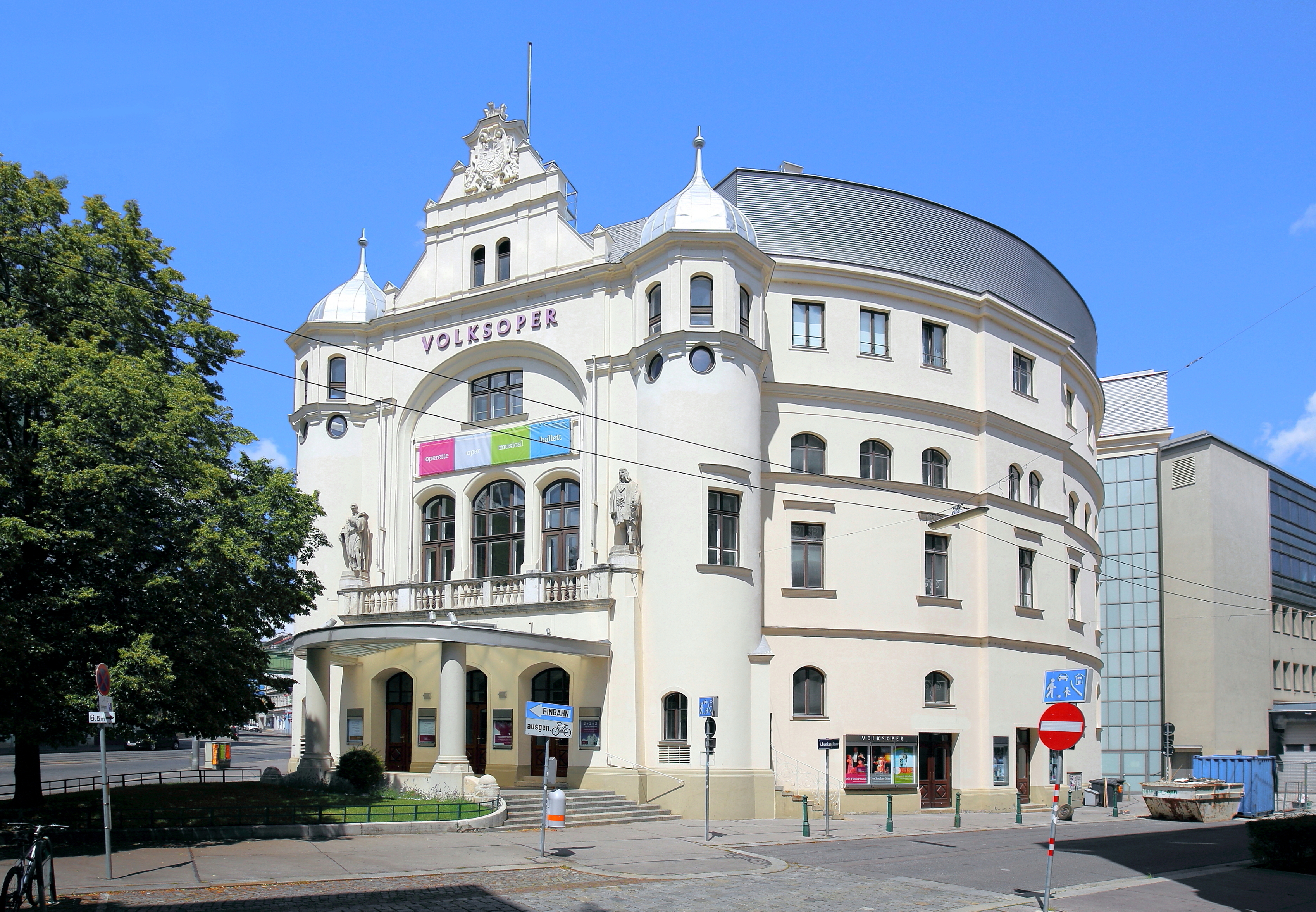
Volksoper ve Vídni
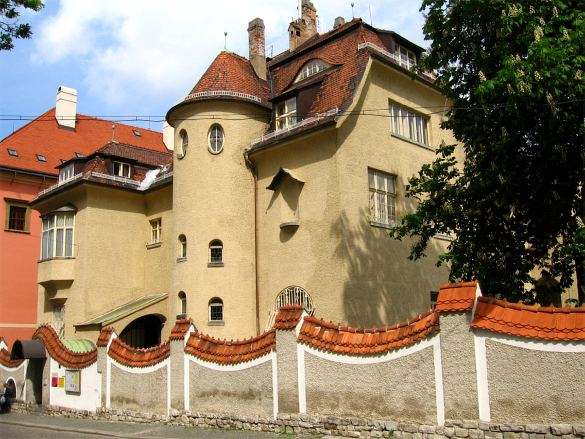
Vila Primavesi v Olomouci

## Významné stavby
výběr
- 1897 Obytný dům, Sechskrügelgasse 12, Vídeň (společně s J. Tölkem)
- 1897-1899 Bürgerspitalfondshaus, přestavba Hotelu Meissl & Schaden, Neuer Markt 2 / Kärntnerstrasse 16, Vídeň (společně s J. Tölkem)
- 1898 Císařské jubilejní městské divadlo (Volksoper; společně s A. Grafem)
- 1899 Obytný dům, Weikersdorf / Baden u Vídně (společně s J. Tölkem)
- 1899 Vila Wenzela Franze Jägera, Raspenava č.p. 585 (společně s J. Tölkem) je kulturní památkou [12]
- 1900 Nájemní dům, Salzgries 25, Vídeň (nerealizováno)
- 1901-1902 Obytný a obchodní dům „Zum Bogner“, Bognergasse 3 / Naglergasse 4, Vídeň (společně s J. Tölkem)
- 1901-1903 Vila Weiss, Jeseník (společně s J. Tölkem)
- 1902 Vila Wichterle, Prostějov (společně s J. Tölkem)
- 1905-1906 Obytný dům „Wiener Bürger-Hof“, Vordere Zollamtsstrasse 15 / Landstrasser Hauptstrasse 1 / Sparefrohgasse, Vídeň (společně s J. Tölkem)
- 1906 Vila J. Hemsley Johnson, Sterzing (společně s J. Tölkem)
- 1906-1907 Vila Dr. Julia Perla, Slovanská 1092/9, Nový Jičín (společně s J. Tölkem)
- 1907 Obytný dům, Theresianumgasse 5, Vídeň (společně s J.Tölkem)
- 1906-1907 Vila Primavesi, Olomouc (společně s J. Tölkem)
- 1908-1909 „Moritz-Retzer-Hof“, Mariahilfer Strasse 38-40, Vídeň (společně s J. Tölkem)
- 1910 Obytný dům Pospischil, Margaretengürtel, Vídeň (společně s J. Tölkem)
- 1910-1911 Obytný dům, Alser Strasse 25, Vídeň (společně s J. Tölkem)
- 1911, Dürwaringbrücke, Bastiengasse, Vídeň (společně s J. Tölkem)
- 1911, Nervové sanatorium Rosenhügel, Vídeň
- 1912-1913 Obytný dům „Gallia“, Wohllebengasse 4, Vídeň (společně s J. Tölkem)
- 1914 Nervové sanatorium Maria-Theresien-Schlössel, Vídeň
- 1921 Hrobka rodiny Hücklů, městský hřbitov, Nový Jičín (společně s J. Tölkem)
- 1923 Vila Czeike, Nový Jičín
- 1924-1925 WHA der Gemeinde Wien „Sigmund-Freud-Hof“, Vídeň 9, Gussenbauergasse 5-7/ Tepserngasse 2, Vídeň (společně s J. Tölkem)
- 1924-1928 WHA der Gemeinde Wien „Sandleiten“, část 5 mezi ulicemi Rosenackergasse a Steinmüllergasse, Vídeň (společně s Siegfried Theiss & Hans Jaksch a J. Tölkem)